# Beatmania IIDX 20: Tricoro
beatmania IIDX 20 tricoro es un videojuego musical y la vigésima entrega de la serie de videojuegos Beatmania IIDX de Konami.  Se anunció el 14 de abril de 2012. y fue lanzado el 19 de septiembre de 2012 para máquinas nuevas y el 25 de septiembre de 2012 para kits de actualización de máquinas antiguas. Este es el primer juego que requiere una conexión a Internet para iniciarse.

## Gameplay
Beatmania IIDX le asigna al jugador la tarea de interpretar canciones a través de un controlador de siete botones y un tocadiscos. Golpear las notas de forma perfecta aumenta la puntuación y la barra indicadora de ritmo, lo que permite al jugador acabar la fase o el escenario. Si no lo hace, el indicador se va agotando hasta que está vacío, lo que termina abruptamente la canción.